# Psechrus khammouan
Psechrus khammouan is een spinnensoort uit de familie van de Psechridae. De wetenschappelijke naam van de soort werd voor het eerst geldig gepubliceerd in 2007 door Jäger.